# Narve Gilje Nordås
Narve Gilje Nordås (* 30. September 1998 in Voll, Kommune Klepp) ist ein norwegischer Leichtathlet, der im Mittel- und Langstreckenlauf an den Start geht.

## Sportliche Laufbahn und Leben
Erste internationale Erfahrungen sammelte Narve Gilje Nordås im Jahr 2017, als er bei den U20-Europameisterschaften in Grosseto im 10.000-Meter-Lauf in 31:36,30 min den fünften Platz belegte und über 5000 Meter in 15:16,29 min Rang zehn. 2019 wurde er bei den U23-Europameisterschaften in Gävle in 28:59,04 min Sechster und lief im Dezember bei den Crosslauf-Europameisterschaften in Lissabon nach 25:15 min auf Rang 19 im U23-Rennen ein. 2021 erreichte er bei den Halleneuropameisterschaften in Toruń das Finale im 3000-Meter-Lauf und belegte dort mit neuer Bestleistung von 7:50,21 min den fünften Platz. Im August startete er über 5000 m bei den Olympischen Spielen in Tokio und verpasste dort mit 13:41,82 min den Finaleinzug. Mitte Dezember gelangte er bei den Crosslauf-Europameisterschaften in Dublin nach 31:30 min auf Rang 25 und sicherte sich in der Teamwertung die Bronzemedaille hinter den Teams aus Frankreich und Spanien.  
Im April 2022 lief er EM-Norm über 10.000 Meter und zugleich persönliche Bestleistung. Bei den Weltmeisterschaften in Eugene verpasste er mit 13:37,14 min den Finaleinzug über 5000 Meter und verzichtete trotz erreichter Norm auf ein Antreten über 10.000 Meter. Anschließend wurde er bei den Europameisterschaften in München mit 13:39,12 min 17. über 5000 Meter und im Dezember gelangte er bei den Crosslauf-Europameisterschaften in Turin mit 30:40 min auf Rang 21 im Einzelrennen. Im Jahr darauf wurde er beim London Athletics Meet in 3:30,58 min Zweiter über 1500 Meter und gewann anschließend in 3:29,68 min die Bronzemedaille bei den Weltmeisterschaften in Budapest hinter dem Briten Josh Kerr und seinem Landsmann Jakob Ingebrigtsen. Zudem gelangte er mit 13:28,73 min auf Rang 14 über 5000 Meter. 2024 belegte er bei den Hallenweltmeisterschaften in Glasgow in 3:37,03 min den fünften Platz über 1500 Meter. Im Juni schied er bei den Europameisterschaften in Rom mit 3:46,15 min im Vorlauf über 1500 Meter aus und gelangte mit 13:26,91 min auf Rang elf über 5000 Meter. Anschließend wurde er beim London Athletics Meet in 3:49,06 min Zweiter über die Meile und anschließend gelangte er bei den Olympischen Sommerspielen in Paris mit 13:31,34 min im Finale über 5000 Meter auf den 17. Platz. Zudem wurde er in 3:30,46 min Siebter über 1500 Meter. Im November stellte er mit 27:31 min einen neuen Landesrekord im 10-km-Straßenlauf auf und in der Hallensaison 2025 verbesserte er die Hallenrekorde über 3000 und 5000 Meter. Im April wurde er bei den erstmals ausgetragenen Straßenlauf-Europameisterschaften in Löwen in 28:22 min Elfter über 10 km.
In den Jahren 2020 und 2021 wurde Nordås norwegischer Meister im 5000-Meter-Lauf sowie 2023 über 1500 Meter. Zudem wurde er 2020 Hallenmeister über 1500 Meter und 2023 über 3000 Meter.

## Persönliche Bestleistungen
- 1500 Meter: 3:29,47 min, 15. Juni 2023 in Oslo
  - 1500 Meter (Halle): 3:37,03 min, 3. März 2024 in Glasgow
- Meile: 3:48,24 min, 16. September 2023 in Eugene
- 2000 Meter: 4:50,64 min, 8. September 2023 in Brüssel
- 3000 Meter: 7:33,49 min, 2. Juni 2024 in Stockholm
  - 3000 Meter (Halle): 7:39,05 min, 7. Februar 2025 in Karlsruhe (norwegischer Rekord)
- 5000 Meter: 13:05,38 min, 15. Juni 2023 in Heusden-Zolder
  - 5000 Meter (Halle): 13:04,85 min, 21. Februar 2025 in Boston (norwegischer Rekord)
- 10.000 Meter: 28:04,42 min, 13. April 2022 in Oslo
- 10-km-Straßenlauf: 27:31 min, 16. November 2024 in Lille  (norwegischer Rekord)